# Cratere Chakpar
Chakpar è un cratere sulla superficie di Marte.